# Vassocaletis
Vassocaletis war ein keltischer Gott, der nach der Interpretatio Romana mit dem römischen Mercurius gleichgesetzt wurde.

## Etymologie
Der gallische Name Vassocaletis bedeutet wahrscheinlich „hart als Gefolgsmann/Vasall“ oder „Gefolgsmann-Held“, vom indogermanischen *upostos („der darunter steht“), gallisch *ṷassos, altirisch foss, kymrisch gwas (alle drei „Bursche“, „junger Dienstmann“; im Sinne des mittelalterlichen „Knappen“). Der zweite Namensteil wird vom indogermanischen *kal- („hart“, „schwielig“), urkeltisch *kaleto- („Held“) abgeleitet.
Als Patron der „Knabenschaften“, „Jungkriegerverbände“ und „Gefolgschaften“ wird Vassocaletis manchmal mit Iovantucarus gleichgesetzt.